# Шульженко, Михаил Никитич
Михаил Никитич Шульженко (13 марта 1905, Екатеринослав — 29 августа 1982, Москва) — советский учёный в области авиации, организатор науки, начальник ЦАГИ (1938—1940), ректор Московского авиационного института (1950—1954).

## Биография
Окончил рабфак имени Артёма (1929), затем — МАИ (1934). Работал в ЦКБ авиазавода им. В. Р. Менжинского у С. В. Ильюшина.
Начальник ЦАГИ (1938—1940). В этот период возглавлял редколлегию журнала «Техника Воздушного Флота».
С 1942 по 1947 годы преподаватель и заведующий кафедрой (1942—1943) МАИ.
В период 1947–1950 годов работал в Министерстве высшего образования СССР в должностях начальника Главного управления авиационных вузов и заместителя начальника Главного управления машиностроительных вузов.
Директор МАИ (1950—1954), профессор кафедры «Конструкция и проектирование самолетов» МАИ.

## Награды и звания
- Орден Красной Звезды[2]
- Орден Трудового Красного знамени[2]
- Орден «Знак Почёта»[2]
- Премия имени 25-летия МАИ[2]

## Высказывания
Я должен сказать, что объективно Сталин для ЦАГИ сделал много полезного. С таким размахом строить ЦАГИ в те годы, разрешить строительство! Проектов-то не было, по технологическим заданиям открывали. Сталин сказал: «Это настолько важно, что начальник ЦАГИ должен всегда иметь резерв средств». И я имел дополнительно 12-13 млн руб., которые мог тратить по своему усмотрению. Дело доходило до того, что нарком финансов Зверев почти насильно увеличивал ассигнования. Я возражал: «Ведь мы все равно не сможем разместить заказы». Но он получил указание Сталина финансировать строительство так, чтобы учёные не могли пожаловаться, что их сдерживает отсутствие средств. (Новости ЦАГИ. 2013. № 5)

## Оценки коллег
Это был «философ», работавший в МАИ. Он и его помощники были неплохим ребятами, но абсолютно не знающим дела. У них мозги были заморочены идеологией. Причём, идеология эта была довольно воинственной: профессор — это, так сказать, жулик, ему доверять нельзя— С. А. Христианович, в книге Академик С.А. Христианович / Ред.-сост. Г.С. Бюшгенс, ФГУП ЦАГИ. — М.: Наука, 2008. — 439 с.: ил. — (серия: Выдающиеся ученые-механики ЦАГИ)